# Armida (Rossini)
Armide
Pour les articles homonymes, voir Armide (homonymie).
Airs
- D'amore al dolce impero (Armida, Acte 2)

Armida est un opéra du compositeur italien Gioachino Rossini créé en 1817, sur un livret de Giovanni Schmidt.

## L'œuvre

### Genèse
Après La Cenerentola, Rossini n’a écrit que des opéras sérieux pour le public italien, dont Semiramide, La donna del lago, Bianca e Falliero et Zelmira. La première œuvre de toute cette liste, par contre, devrait être La gazza ladra, écrite en 1817. Armida est l'œuvre qui suit. Rossini n’est pas le seul à avoir écrit un opéra sur cette histoire fondée sur la Jérusalem délivrée du Tasse. Jean-Baptiste Lully, Joseph Haydn, Antonio Salieri, Georg Friedrich Haendel et Christoph Willibald Gluck, notamment, ont aussi écrit une version d’Armida chacune intitulée de ce même nom, à l’exception de celle de Haendel, qui porte le nom de Rinaldo.

### Création
La première représentation de cet opéra eut lieu le 11 novembre au théâtre San Carlo à Naples en 1817. Pourtant, la première production de l'œuvre à Londres dut attendre et prit place en 1922.
Aux États-Unis, Armida a été jouée pour la première fois en 1992, environ 175 ans après la première représentation à Naples. Le Metropolitan Opera fit la première de cet opéra en avril 2010 avec Renée Fleming et Lawrence Brownlee. La représentation du 1er mai fit partie de la série Met : direct et HD. Une reprise de cet opéra a été présentée en février/mars 2011 avec les mêmes interprètes.

### Histoire
La belle Armida désire faire ses esclaves des croisés qui partiront bientôt combattre les Sarrasins pour reprendre Jérusalem. Elle aime déjà Rinaldo, qui tuera plus tard son rival, Gernando. Les amants partent ensemble vivre au palais enchanté d’Armida. Plus tard, deux paladins s’y rendront afin de ramener Rinaldo avec eux pour qu’il puisse combattre à leurs côtés.

## Personnages
- Armida, soprano ou mezzo-soprano colorature
- Rinaldo, ténor léger
- Goffredo, ténor léger
- Gernando, ténor léger
- Ubaldo, ténor léger
- Carlo, ténor léger
- Eustazio, ténor

## Représentation et notoriété
L’opéra est peu joué pour diverses raisons. Le rôle d'Armida, écrit pour la Colbran, épouse de Rossini, constitue un des sommets du bel canto romantique flamboyant et exige une virtuosité consommée doublée d'une musicalité raffinée. Maria Callas, June Anderson ou encore Renée Fleming font partie du nombre réduit de sopranos pouvant tenir ce rôle. À cette raison s'ajoutent le nombre de rôles masculins, la longueur de l'opéra (presque quatre heures), le manque d'action dans l'acte II interrompu par un ballet sans rapport avec l'histoire.
L’ouverture est cependant connue et a comme particularité de ne comporter aucune mélodie qui reviendra plus tard dans l'œuvre.

## Réutilisation de thèmes par Rossini
On peut retrouver dans Armida des traces des opéras précédents du compositeur, tels que La Cenerentola. L'opéra comporte aussi des passages que Rossini réutilisera dans ses œuvres postérieures comme Moïse et Pharaon (1827). Armida a un bel air dans le deuxième acte, D’amore al dolce impero. Stendhal, dans sa Vie de Rossini, dit que le duo Amor, possente nome! est un des plus beaux de Rossini. On trouve aussi un trio pour ténors au troisième acte et un ballet qui clôt le deuxième acte, ce que Rossini n'avait jamais fait auparavant.